# Nadagara levuensis
Nadagara levuensis är en fjärilsart som beskrevs av Robinson 1975. Nadagara levuensis ingår i släktet Nadagara och familjen mätare. Inga underarter finns listade i Catalogue of Life.